# Cloud 9
Cloud 9 é um filme original do Disney Channel, estrelado por Luke Benward e Dove Cameron. Estreou no Disney Channel americano em 17 de Janeiro de 2014, e no Brasil em 11 de maio de 2014. Cloud 9, narra uma emocionante história, à volta do competitivo mundo do snowboard.  O trailer de Cloud 9, foi ao ar em 29 de Novembro de 2013 durante o especial, Good Luck Jessie: NYC Christmas. Na sua estréia teve uma audiência de cerca de 4,96 milhões de espectadores.

## Sinopse
Cloud 9 - Desafio Final, um Filme Original Disney Channel, conta a história de dois amigos improváveis: Kayla Morgan, uma grande atleta de snowboard que foi afastada da sua equipe e Will Cloud, ex-campeão de snowboard que luta para se manter depois de um tombo que colocou um ponto final na sua carreira. Os dois se conhecem quando Kayla é forçada a trabalhar em um pet shop local que pertence à mãe de Will. Já que Kayla ajuda a reformar o pet shop, ainda que contrariado, Will aceita treiná-la e a apresenta um regime de treino que testa se o seu comprometimento com o esporte é verdadeiro. À medida que a dupla se aproxima, Kayla se esforça para convencer Will que ele também pode voltar a ser um grande campeão.

## Elenco
- Luke Benward como Will Cloud
- Dove Cameron como Kayla Morgan
- Mike C. Manning como Nick Swift
- Kiersey Clemons como Skye Sailor
- Colton Tran como Mike Lam
- Dillon Lane como Burke Brighton
- Carlon Jeffery como Dink
- Andrew Caldwell como Sam
- Patrick Fabian como Richard Morgan
- Amy Farrington como Andrea Cloud
- Jeffrey Nordling como Sebastian Swift

## Estreias internacionais
| País | Canal                                      | Data de estreia         | Título                  | Fonte(s) |
| --- | ------------------------------------------ | ----------------------- | ----------------------- | -------- |
| Estados Unidos | Disney Channel                             | 17 de janeiro de 2014   | Cloud 9                 | [ 4 ]    |
| Canadá | Family Channel                             | 17 de janeiro de 2014   | Cloud 9                 | [ 5 ]    |
| Israel | Disney Channel (Israel)                    | 20 de fevereiro de 2014 | קלאוד 9                 | [ 6 ]    |
| Irlanda · Reino Unido | Disney Channel (Reino Unido e Irlanda)     | 28 de fevereiro de 2014 | Cloud 9                 | [ 7 ]    |
| Rússia | Disney Channel (Rússia)                    | 1 de março de 2014      | Трамплин надежды        | [ 8 ]    |
| Itália | Disney Channel (Itália)                    | 8 de março de 2014      | Cloud 9                 | [ 9 ]    |
| Chéquia | Disney Channel (República Checa)           | 15 de março de 2014     | Cloud 9                 | [ 10 ]   |
| Hungria | Disney Channel (Hungria)                   | 15 de março de 2014     | Cloud 9                 | [ 10 ]   |
| Roménia | Disney Channel (Roménia)                   | 15 de março de 2014     | Cloud 9                 | [ 11 ]   |
| Polónia | Disney Channel (Polónia)                   | 15 de março de 2014     | Cloud 9                 | [ 12 ]   |
| Singapura | Disney Channel (Singapura)                 | 23 de março de 2014     | Cloud 9                 | [ 13 ]   |
| Alemanha | Disney Cinemagic                           | 5 de abril de 2014      | Halfpipe Feeling        |          |
| Dinamarca · Finlândia · Noruega · Suécia | Disney Channel (Escandinavia)              | 11 de abril de 2014     | Cloud 9                 | [ 14 ]   |
| Espanha | Disney Channel (Espanha)                   | 11 de abril de 2014     | Cloud 9                 | [ 15 ]   |
| Bélgica | Disney Channel (Benelux)                   | 11 de abril de 2014     | De Ultieme Sprong       | [ 16 ]   |
| Países Baixos | Disney Channel (Benelux)                   | 12 de abril de 2014     | De Ultieme Sprong       | [ 17 ]   |
| Portugal | Disney Channel (Portugal)                  | 12 de abril de 2014     | Cloud 9                 | [ 18 ]   |
| França | Disney Channel (França)                    | 22 de abril de 2014     | Cloud 9 l'ultime figure | [ 19 ]   |
| Argentina · Bolívia · Chile · Colômbia · Equador · Guatemala · Honduras · Panamá · Paraguai · Peru · México · República Dominicana · Uruguai · Venezuela | Disney Channel (América Latina)            | 11 de maio de 2014      | Cloud 9                 | [ 20 ]   |
| Brasil | Disney Channel (Brasil)                    | 11 de maio de 2014      | Cloud 9: Desafio Final  |          |
| África do Sul | Disney Channel (África do Sul)             | 27 de junho de 2014     | Cloud 9                 |          |
| Austrália · Nova Zelândia | Disney Channel (Austrália e Nova Zelândia) | 28 de junho de 2014     | Cloud 9                 | [ 21 ]   |
| Portugal | SIC                                        | 22 de novembro de 2014  | Cloud 9                 |          |